# Château-Verdun
Château-Verdun település Franciaországban, Ariège megyében. Lakosainak száma 41 fő (2022. január 1.). Château-Verdun Aston, Aulos-Sinsat, Les Cabannes, Larcat és Pech községekkel határos.

## Népesség
A település népessége az elmúlt években az alábbi módon változott:
| Lakosok száma | 63   | 44   | 39   | 50   | 38   | 39   | 43   | 42   | 41   | 41   |
|               | 1968 | 1982 | 1990 | 2006 | 2013 | 2015 | 2017 | 2019 | 2020 | 2022 |